# In My Defence
„In My Defence“ е песен в изпълнение на вокалиста на „Куийн“ Фреди Меркюри. Песента е част от мюзикъла Time от 1986 г. на Дейв Кларк, написана от Дейв Кларк, Дейвид Соумс и Джеф Даниелс и е включена в концептуалния албум Time. По време на мюзикъла Фреди Меркюри изпълнява песента в дует с Клиф Ричард, като това е последният път, когато Меркюри пее на живо на концерт; последното му изпълнение е в Барселона през 1988 г. с Монсерат Кабайе, но тогава изпълнението е синхронизирано.
„In My Defence“ е издадена за първи път в албума Time през 1986 г. Други версии включват (Ron Nevison Mix) - издадена в The Freddie Mercury Album и инструментална версия, издадена също и за The Solo Collection. Миксът на Рон Невисън е много подобен на оригинала, но има различен бас и барабани, докато някои струнни части са добавени, а други премахнати. 
Музикалното видео, направено след смъртта на Фреди Меркюри през 1991 г., е режисирано от Руди Долезал и представлява монтаж, включващ извадки от минали музикални клипове, множество лични кадри, както и акценти от кариерата на Меркюри. Долезал иска видеото да показва, че Меркюри е щастлив и че се забавлява добре; голяма част от кадрите са същите като предишния монтаж на „The Show Must Go On“, също направен от Руди Долезал. Видеоклипът на „In My Defence“ също така съдържа няколко цитата от интервюта с Меркюри и завършва с репликата „Все още те обичам“, кадър взет от видеото на песента „These Are the Days of Our Lives“.

## Списък с песните
ОК 7-инчова грам. плоча/аудиокасета
- A. „In My Defence“
- B. „Love Kills (Евро микс)“

ОК CD1
1. „In My Defence“
2. „Love Kills“ (Евро микс)
3. „She Blows Hot And Cold“ (Сингъл версия)
4. „In My Defence“ (Оригинал версия)

ОК CD2
1. „In My Defence“
2. „Love Kills“ (Оригинален микс)
3. „Mr. Bad Guy“
4. „Living On My Own“ (Микс)

## Музиканти
- Фреди Меркюри - основни вокали
- Майкъл Моран - пиано
- Пол Винсент - китари
- Греъм Джарвис - барабани
- Анди Паск - бас
- Питър Банкс - синтезатори
- Джон Кристи - беквокали